# Zemský okres Schwarzwald-Baar
Zemský okres Schwarzwald-Baar (německy Schwarzwald-Baar-Kreis) je zemský okres v německé spolkové zemi Bádensko-Württembersko, ve vládním obvodu Freiburg. Sídlem správy zemského okresu je město Villingen-Schwenningen. Má přibližně 212 tisíc obyvatel. 

## Města a obce
| Města: 1. Bad Dürrheim 2. Blumberg 3. Bräunlingen 4. Donaueschingen 5. Furtwangen im Schwarzwald 6. Hüfingen 7. St. Georgen im Schwarzwald 8. Triberg im Schwarzwald 9. Villingen-Schwenningen 10. Vöhrenbach | Obce: 1. Brigachtal 2. Dauchingen 3. Gütenbach 4. Königsfeld im Schwarzwald 5. Mönchweiler 6. Niedereschach 7. Schonach im Schwarzwald 8. Schönwald im Schwarzwald 9. Tuningen 10. Unterkirnach |